# V1104 Scorpii
V1104 Scorpii eller HD 326823 är en dubbelstjärna i den södra  delen av stjärnbilden Skorpionen. Den har en skenbar magnitud av ca 9,0 och kräver en kraftig handkikare eller ett mindre teleskop för att kunna observeras. Baserat på parallax enligt Gaia Data Release 3 på ca 0,692 mas, beräknas den befinna sig på ett avstånd på ca 4 140 ljusår (1 270 parsek) från solen.

## Observation
V1104 Scorpii innehåller en unik emissionslinjestjärna, som är mitt i övergången till en kväverik Wolf-Rayet-stjärna, samt är en kandidat för ljusstark blå variabel. Primärstjärnan är mycket utvecklad, eftersom den består nästan helt av helium, och endast 3 procent av den är fortfarande väte, och den har förlorat det mesta av dess massa till den nu mycket massiva följeslagaren. De underliggande mekanismerna och massöverföringarna i systemet är jämförbara med andra W Serpentis-system, som Beta Lyrae och RY Scuti.

## Egenskaper

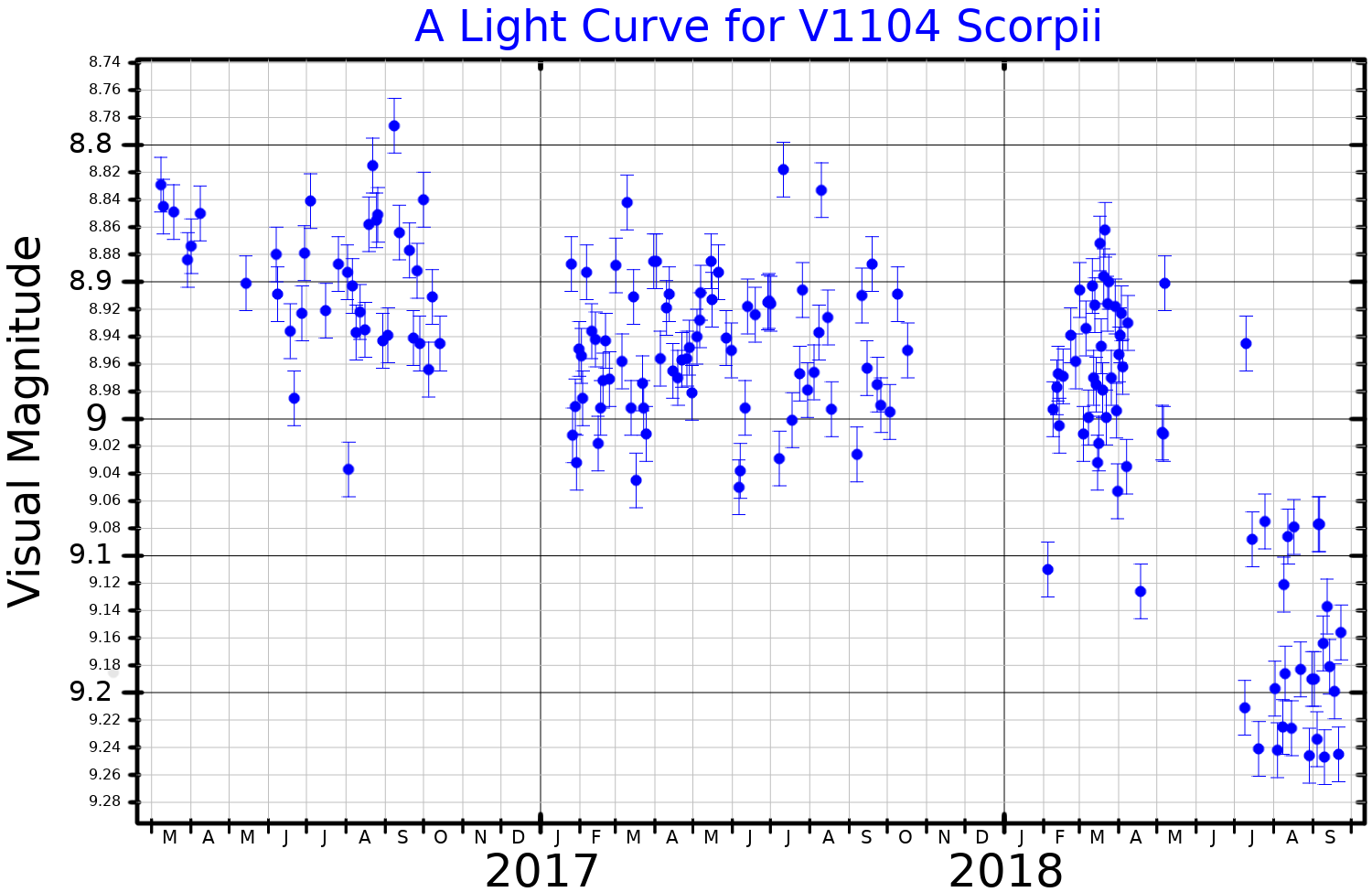
Ljuskurva i synliga bandet för V1104 Scorpii plottade från ASAS-SN-data.

Primärstjärnan V1104 Scorpii WN är en blå till vit stjärna i huvudserien av spektralklass WNpec. Den har en massa som är ca 5,5 solmassor, en radie på ca 19,5 solradier och utsänder från dess fotosfär energi motsvarande ca 80 000 gånger solen vid en effektiv temperatur av ca 22 000 K. Stjärnans stjärnvind har en mycket låg sluthastighet på bara 200 km/s och förlorar genom vinden 5,2×10−6 solmassa per år.  Dess initiala massa kan ha varit cirka 25 solmassor.
Inte mycket är känt om följeslagaren, förutom dess massa på 29,1 solmassor, varav en betydande del kan ha kommit från primärstjärnan. Om man antar att den är en huvudseriestjärna kan den ha en radie på 10 solradier. Primärstjärnan och följeslagaren kretsar kring varandra med en omloppsperiod av 6,123 dygn. Banan har en excentricitet på ca 0,17 och lutar cirka 45 grader. Argumentet för periapsis är ca 197 grader.

## Anmärkning
[a] Tillämpning av Stefan–Boltzmanns lag med en nominell effektiv soltemperatur av 5 772 K:
{\displaystyle {\sqrt {(5772/22000)^{4}*80,000}}=19.51\ R\odot }